# پینر
latitudeپینرlongitudeپینر
پینر (به انگلیسی: Pinner) یک ناحیه در لندن است که در منطقه هارو لندن واقع شده‌است.

## نگارخانه

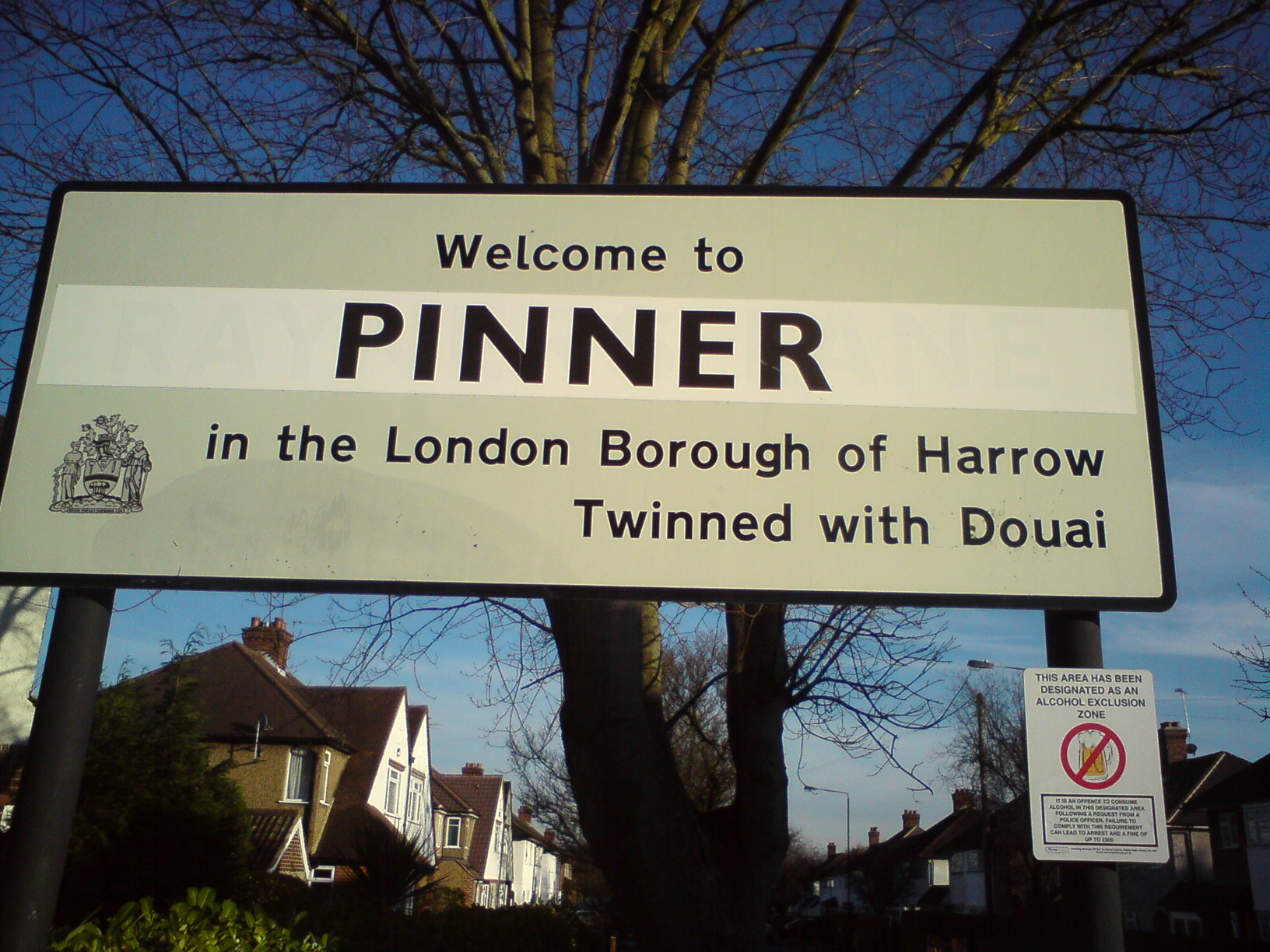
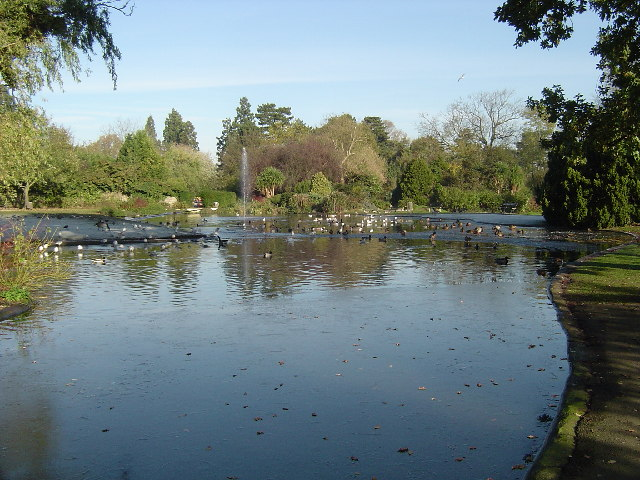

## خصوصیات
پینر ۱۹٬۱۵۸ نفر جمعیت دارد.